# Букова (Влощовський повіт)
Букова (пол. Bukowa) — село в Польщі, у гміні Красоцин Влощовського повіту Свентокшиського воєводства.